# Vladimír Sitta

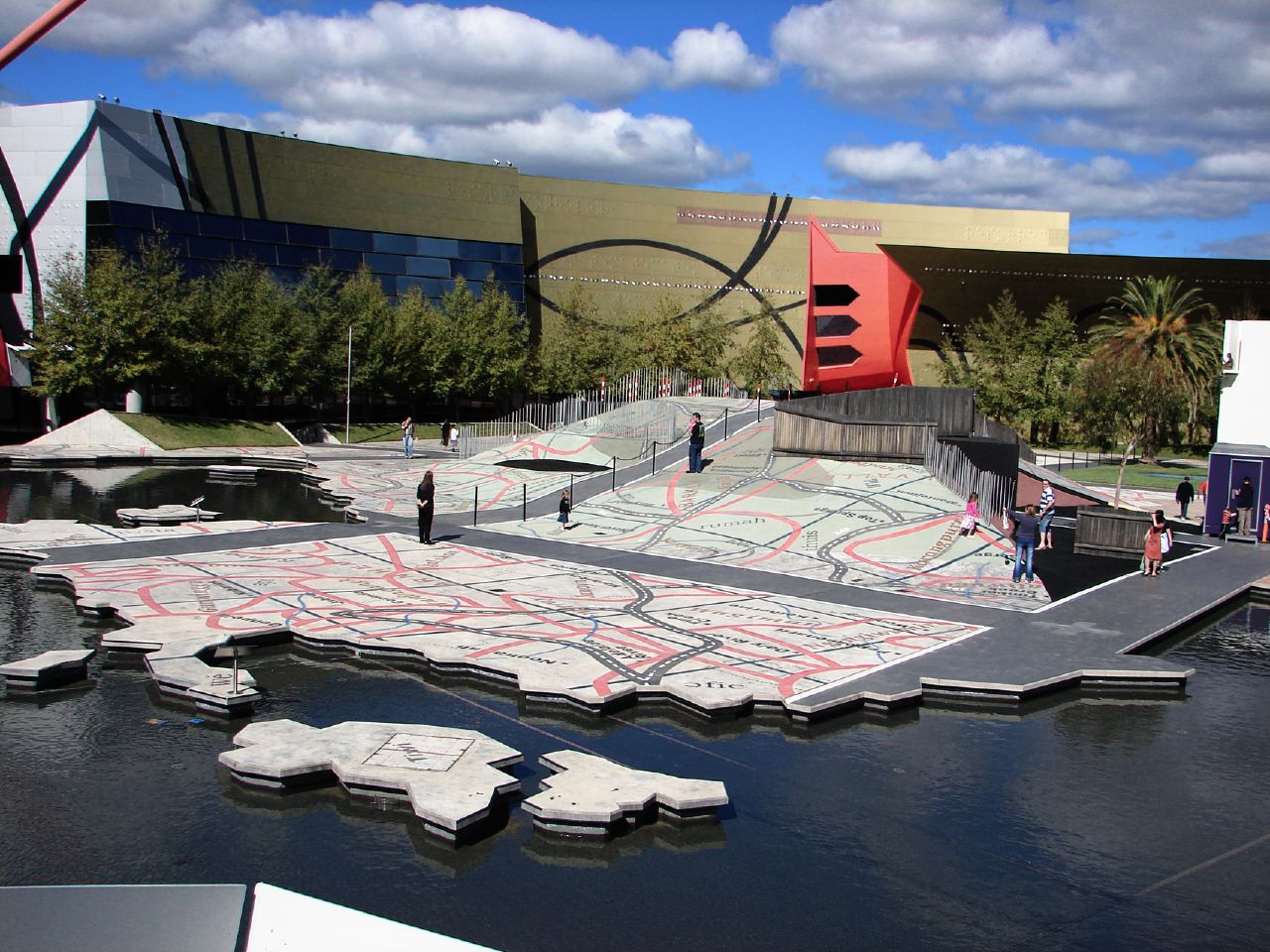
The Garden of Australian Dreams

Vladimír Sitta také Vladimir (Tom) Sitta je krajinářský architekt narozený v Brně. V Československu (nyní v České republice) vystudoval zahradní a krajinářskou architekturu na Mendelově univerzitě v Brně. Poté, co pracoval v Československu po dobu 7 let, se odstěhoval do Německé spolkové republiky (NSR) v roce 1979. Jeho trvalé bydliště je  od roku 1981 v Austrálii.
V roce 1986 založil Terragram, firmu krajinářských architektů, a byl s Richardem Wellerem profesorem  Západoaustralské univerzity spoluzakladatelem Room 4.1.3 v roce 1998. Jejich firmy jsou známé pro svou inovativní a i ikonoklastické návrhy. Jeho díla často spojují výrazné a neobvyklé vizuální prvky s výrazným atraktivním prostředím, je považován za invenčního autora. Často provádí rozsáhlé výsadby v městských projektech. Jejich terénní schémata získala řadu ocenění. Mezi oceněné projekty patří Garden of Australian Dreams v komplexu National Museum of Australia (Národní muzeum Austrálie) v Canbeře. Vladimír Sitta také pracoval na Fusionpolis v Singapuru (společně s Oculus). 
Sitta vyhrál v Berlíně cenu Peter Joseph Lenné Prize v roce 1981 a v roce 1986 vyhrál President's Award Australian Institute of Landscape Architects (cena presidenta svazu australských krajinářských architektů) v roce 2002.
Rodina: Eva Sitta - herečka, Adam Sitta - surfař.
Dílo: The Culture of Landscape Architecture (Edge Publishing, 1994).